# Полицаят в Ню Йорк
„Полицаят в Ню Йорк“ (на френски: Le Gendarme à New York) е френско-италианска кинокомедия от 1965 г. на френския кинорежисьор Жан Жиро. Сценарият е на Жан Жиро и Ришар Балдучи. Главната роля на полицай Людовик Крюшо се изпълнява от френския киноартист Луи дьо Фюнес. В ролята на Никол, дъщерята на Крюшо участва френската киноактриса Жоньовиев Гра. В ролята на старши полицай Жербер участва френският киноартист Мишел Галабрю. Това е вторият филм от поредицата за легендарните полицаи от Сен Тропе.

## Сюжет
Крюшо и неговите колеги от полицията в Сен Тропе тръгват за Ню Йорк, за да представят Франция на международен конгрес на полицаите. Никол, дъщерята на Крюшо, има голямо желание да посети Ню Йорк заедно с полицаите, но законите не позволяват подобен компромис. Тогава Никол решава да се скрие в кораба и тайно да пътува до Ню Йорк.

## В ролите
| Актьор         | Роля                                           |
| -------------- | ---------------------------------------------- |
| Луи дьо Фюнес  | жандарм/старши вахмистър Людовик Моревон Крюшо |
| Жоньовиев Гра  | Никол Крюшо, дъщеря на Людовик                 |
| Мишел Галабрю  | старшина Жером (Алфонс-Антуан) Жербер          |
| Жан Льофевър   | жандарм Люсиен Фугас                           |
| Кристиан Марен | жандарм Албер Мерло                            |
| Ги Гросо       | жандарм Гастон Трикар                          |
| Мишел Модо     | жандарм Жул Берлико                            |
| Марино Мазе    | Алдо, италиански жандарм                       |
| Доминик Дзарди | италиански жандарм                             |
| Алън Скот      | Франк, журналист                               |
| Франс Румили   | сестра Клотилда, монахиня                      |

## В България

### Първи дублаж
| Превод              | Екатерина Драганова                                              |
| Редактор            | Констанца Дянкова                                                |
| Тонрежисьор         | Румяна Гунинска                                                  |
| Режисьор на дублажа | Мария Николова                                                   |
| Озвучаващи артисти  | Румяна Гайтанджиева Румен Рачев Валентин Гаджоков Кирил Варийски |

### Втори дублаж
Филмът е излъчен по Евроком през 2001 г. с дублаж на студио Доли. Екипът се състои от:
| Преводач            | Вяра Любенова                                                              |
| Тонрежисьор         | Иглика Атанасова                                                           |
| Режисьор на дублажа | Добромир Чочов                                                             |
| Озвучаващи артисти  | Таня Димитрова Даринка Митова Любомир Младенов Георги Тодоров Борис Чернев |